# Burla (okręg Botoszany)
Burla – wieś w Rumunii, w okręgu Botoszany, w gminie Unțeni. W 2011 roku liczyła 122 mieszkańców.